# Bernd Büchner
Bernd Büchner (Bergisch Gladbach, 26 maggio 1961) è un fisico tedesco è dal 2003 e direttore dell'Istituto di ricerca di Dresda e professore di Fisica Sperimentale presso l'Università tecnica di Dresda. Büchner è noto per i suoi contributi nel campo della superconduttività ad alta temperatura, inoltre e autore di oltre 400 pubblicazioni scientifiche.

## Biografia
Nasce a Bergisch Gladbach, Germania, Bernd Büchner si è laureato presso l'Università di Colonia, dove ha ottenuto il suo dottorato di ricerca nel 1993 e ha ricevuto la sua abilitazione nel 1999. Dal 2000-2003 Büchner era professore di Fisica Sperimentale presso l'RWTH Aachen University.